# Волче Наумчески
Волче Наумчески (на македонска литературна норма: Волче Наумчески) е поет и писател за деца от Социалистическа Република Македония.

## Биография
Роден е на 18 януари 1916 година в Прилеп, тогава под контрола на Българската армия по време на Първата световна война. Участва в комунистическата съпротива във Вардарска Македония под името Вълчо. По време на българското управление на Вардарска Македония (1941 - 1944) година е прехвърлен в София, където се включва в Македонския литературен кръжок. След това се връща в Югославия. След войните работи в МВР, в отдела за пропаганда и агитация. Автор е на стихосбирки за деца и възрастни, сред които са „Поема за злото“, „Пролетни желби“, „Виорно знаме“ и „Седумдесет цветови“. Член е на Дружеството на писателите на Македония от 1967 година. Умира на 20 март 1980 година в Скопие. Носител е на литературната награда „11 октомври“ за цялостно творчество.